# Juan XX
Nunca ha habido un papa Juan XX, porque el vigésimo papa que usó ese nombre, el cardenal portugués João Pedro Julião, cuando fue elegido en 1276, decidió saltarse ese ordinal. Por error, pensó que ya había habido un papa con ese nombre, por lo que se hizo llamar Juan XXI. Así, trató de corregir lo que en su tiempo se creía que era un fallo en el recuento de sus predecesores, desde Juan XV a Juan XIX.

## Detalles
La confusión en la numeración de los papas Juan ha resultado de un error en la transmisión textual de la entrada de Juan XIV (983/984) en el Liber Pontificalis. Esta entrada originalmente especificaba no sólo la duración de su pontificado ("VIII mens." = ocho meses), sino también la duración de su encarcelamiento por el consiguiente antipapa Bonifacio VII, "per IV menses" ("durante cuatro meses"). En el siglo XI, algún tiempo después del pontificado de Juan XIX, esta entrada de Juan XIV fue malinterpretada como refiriéndose a dos Papas Juan diferentes, el primero reinando durante ocho meses y directamente sucedido por otro Juan reinante durante cuatro meses:
- Iohannes m. VIII ("Juan, ocho meses")
- Iohannes m. IV ("Juan, cuatro meses")

Al distinguir entre estos dos Juan, el segundo llegó a ser numerado como "Iohannes XIV. bis" ("Juan XIV el segundo") y fue confundido con un personaje histórico, el cardenal diácono Juan, hijo de Robert, que se opuso a Bonifacio VII después de la muerte de Juan XIV. Teniendo en cuenta el hecho de que los siguientes papas Juan, desde Juan XV (985-996) hasta Juan XIX (1024-1034), parecían haber olvidado la existencia de Juan XIV "bis", Pedro Julião tuvo la intención de corregir este error al elegir para sí mismo el nombre de Juan XXI.